# Acid adipic
Acid adipic hoặc acid hexanedioic là hợp chất hữu cơ có công thức (CH2)4(COOH)2. Trong công nghiệp, nó là acid dicarboxylic quan trọng nhất: khoảng 2,5 tỷ kg bột tinh thể màu trắng này được sản xuất hàng năm, chủ yếu là tiền chất để sản xuất nylon. Acid adipic hiếm khi xuất hiện trong tự nhiên, nhưng nó là phụ gia thực phẩm được sản xuất với số E là E355.

## Phụ lục
- Các trích dẫn của FDA Hoa Kỳ - GRAS (21 CFR 184.1009), Phụ gia gián tiếp (21 CFR 175.300, 21 CFR 175.320, 21 CFR 176.170, 21 CFR 176.180, 21 CFR 177.1200, 21 CFR 177.1390, 21 CFR 177.1500, 21 CFR 177.1500, 21 CFR 177.1500 21 CFR 177.2420, 21 CFR 177.2600)
- Trích dẫn của Liên minh Châu Âu - Quyết định 1999/217 / EC - Chất gây nghiện; Chỉ thị 95/2 / EC, Phụ lục IV - Phụ gia thực phẩm được phép; 2002/72 / EC, Phụ lục A - Monome được ủy quyền cho Nhựa Liên hệ với Thực phẩm